# Caroline (frégate)
Pour les articles homonymes, voir Caroline.

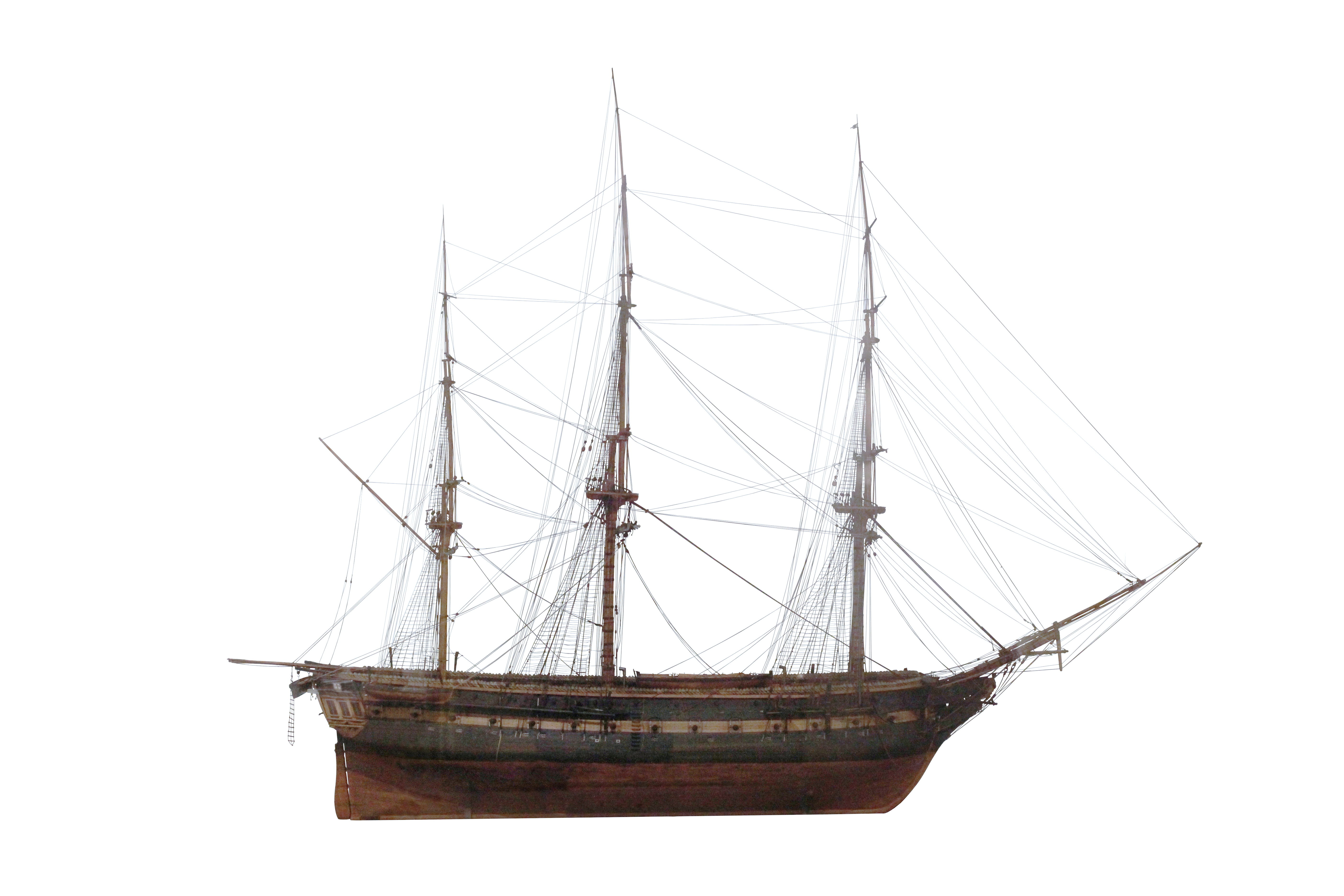
Maquette d’une frégate de second rang de l’époque de la Restauration, censée représenter la Caroline

La Caroline était une frégate de 18 de la Marine française, portant 40 canons, en service dans l'océan Indien pendant les guerres napoléoniennes.
Lancée le 15 août 1806, elle captura, au cours de sa carrière, plusieurs navires britanniques, avant d'être elle-même capturée au cours de l'attaque de Saint-Paul en septembre 1809.
Renommée HMS Bourbonaise par la Royal Navy qui possédait déjà une HMS Caroline, elle servit jusqu'en 1817.